# Lacapelle-Ségalar
Lacapelle-Ségalar è un comune francese di 99 abitanti situato nel dipartimento del Tarn nella regione dell'Occitania.

## Società

### Evoluzione demografica
Abitanti censiti